# 蘭谷元定
蘭谷元定（らんこく げんじょう、承応2年（1653年） - 宝永4年5月1日（1707年5月31日））は、江戸時代前期の黄檗宗の和僧。法号が蘭谷で、法諱が元定である。画・篆刻・彫刻に秀でた。

## 略伝
京都の衣屋の子として生まれ、父に従い黄檗山に詣でていたが寛文7年、15歳で隠元隆琦の侍者であった月潭道澂の弟子となる。
元禄7年（1694年）、月潭が京都嵯峨野の直指庵第2代住持となるに伴い首座となり山内の「含玉軒」に住した。元禄16年には禅者としての修行を終える。 宝永4年（1707年）に示寂する。師月潭は愛弟子の死を悼み「諸芸を能くした」と祭文に述べているが、画・篆刻・彫刻に秀でた。
仏像彫刻は范道生から刀法を学び、明様式の装飾的で写実的な作風であった。自らの父の七回忌には小さな肖像を刻み直指庵に納めている。また独立性易によって伝えられた篆刻をよくし、伊藤仁斎や伊藤東涯、細井広沢らの印を刻している。このころ篆刻芸術の黎明期に当たり、後進に影響を与えた。絵画は「黄檗画像」（特に頂相）に巧みで独照性円や月潭の肖像がある。萬福寺塔頭のひとつである真光院には無心性覚の頂相が伝わっている。また文人画風の墨画も得意とし蘭をはじめ四君子を好んで描いた。日本の初期南画家に先立つ50年も前から和僧の手によってこのような画風があったことは注目される。